# 六英里鎮區 (伊利諾伊州富蘭克林縣)
六英里鎮區（英語：Six Mile Township）是位於美國伊利諾伊州富蘭克林縣的一個行政鎮區。

## 地方資料
根據2010年美國人口普查的數據，六英里鎮區的面積為95.40平方千米，當中陸地面積為93.60平方千米，而水域面積為1.80平方千米。當地共有人口3786人，而人口密度為每平方千米39.69人。